# Janusz Szewczyk
Janusz Jan Szewczyk – polski leśnik, doktor habilitowany nauk rolniczych, profesor na Uniwersytecie Rolniczym im. Hugona Kołłątaja w Krakowie, specjalista od botaniki leśnej, dendrologii, dendrochronologii, ekologii leśnej oraz ekologii roślin.

## Kariera naukowa
W 1993 roku na Uniwersytecie Rolniczym im. Hugona Kołłątaja w Krakowie uzyskał tytuł magistra inżyniera w zakresie leśnictwa. W tym samym roku został zatrudniony na tejże uczelni, a w 2001 roku na jej Wydziale Leśnym uzyskał stopień doktora nauk rolniczych w zakresie leśnictwa na podstawie rozprawy  pt. Uwarunkowania procesu odnowienia lasu w naturalnych drzewostanach bukowych, której promotorem był Jerzy Szwagrzyk. W 2018 roku ten sam wydział nadał mu stopień doktora habilitowanego nauk rolniczych w dyscyplinie leśnictwa na podstawie pracy pt. Rola zaburzeń w kształtowaniu struktury i dynamiki naturalnych lasów bukowo-jodłowo-świerkowych w Karpatach Zachodnich.